# تطور العهد القديم القانوني

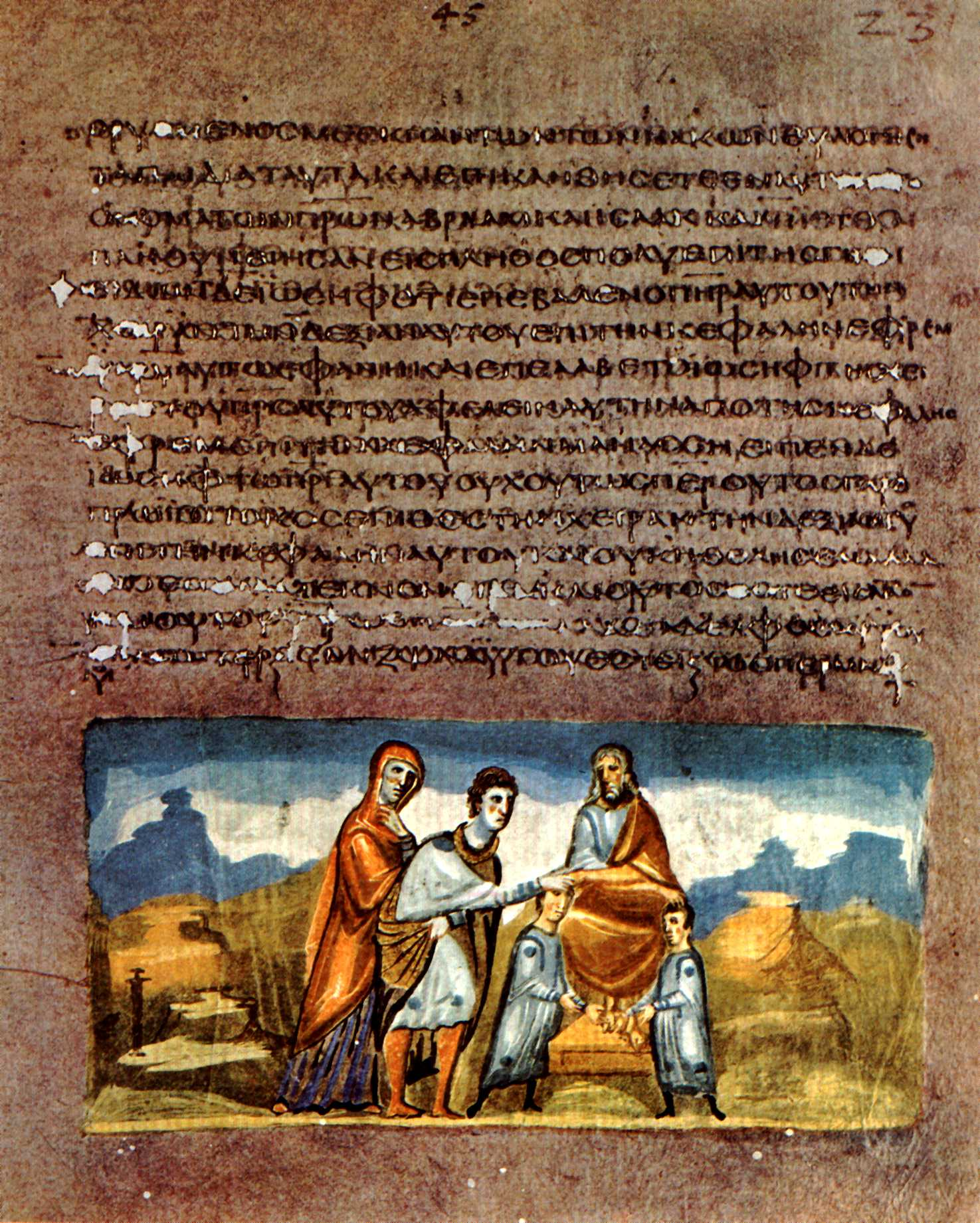
صفحة من سفر التكوين في فيينا، وهي مخطوطة السبعينية اليونانية من القرن السادس

العهد القديم هو القسم الأول من الكتاب المقدس القانوني المسيحي المكون من قسمين. ويعتبر العهد الجديد القسم الثاني منه. يتضمن العهد القديم أسفار الكتاب المقدس العبري (التناخ) أو الأسفار القانونية الأولى، وفي طوائف مسيحية مختلفة يتضمن أيضًا الأسفار القانونية الثانية. يستخدم المسيحيون الأرثوذكس والكاثوليك والبروتستانت أسفارًا قانونية مختلفة، وسبب اختلافها يتعلق بالنصوص الواردة في العهد القديم.
كان مارتن لوثر متمسكًا بالسوابق اليهودية المشتركة وبعض السوابق القديمة، فاستبعد جميع الأسفار القانونية الثانية من العهد القديم في ترجمته للكتاب المقدس، ووضعها في قسم أطلق عليه اسم «أبوكريفا» (المخفي - المنحول). وكان اعتراف وستمنستر بالإيمان، الذي نُشر عام 1647، من أوائل الاعترافات الإصلاحية في اللغة الإنجليزية لاستبعاد الأبوكريفا من الكتاب المقدس، ما أدى إلى إزالة هذه الكتب من منشورات الكتاب المقدس البروتستانتية التي انشقت لاحقًا في العالم الناطق باللغة الإنجليزية، على الرغم من أن اللوثريون والأنجليكان احتفظوا بهذه الكتب باعتبارها قسمًا أساسيًا غير قانوني ولكنه مفيد للتعليم. ولمواجهة التأثير المتنامي للإصلاحيين، أكدت الجلسة الرابعة لمجمع ترنت الكاثوليكي في عام 1546 أن الأسفار القانونية الثانية المتعارف عليها في القائمة كانت مساوية في الموثوقية للأسفار القانونية الأولى في قانون ترنت، وكان هذا في العام الذي توفي فيه لوثر. ووافق القرار على إدراج الأسفار القانونية الثانية الموجودة قبل قرن تقريبًا من مجمع فلورنسا. وقد استند مجمع ترنت في دحضه لتصوير مارتن لوثر للنصوص المنحولة على أول قانون مسيحي منشور مأخوذ من النصوص السبعينية التي استخدمها كتّاب السبعة والعشرين كتابًا من العهد الجديد. وفي تجميع لوثر لفهرسه للعهد القديم استند إلى 24 كتابًا من الكتاب المقدس العبري، والذي كان لا يزال قانونًا مفتوحًا حتى عام 200 وربما حتى بعد وضع القانون الكاثوليكي في عام 382. ووفقًا لمبدأ جيروم فيريتاس هيبرايكا (الحقيقة العبرية)، يتكون العهد القديم البروتستانتي من نفس أسفار الكتاب المقدس العبري، لكن ترتيب الأسفار وتقسيمها مختلفان. يعتبر البروتستانت عدد أسفار العهد القديم 39، بينما يرقِّم الكتاب المقدس العبري نفس الأسفار بعدد 24. يحسب الكتاب المقدس العبري أسفار صموئيل والملوك وأخبار الأيام كسفر واحد لكل منها، وأسفار الأنبياء الإثني عشر الصغار كسفر واحد، وأيضًا شكلت أسفار عزرا ونحميا سفرًا واحدًا.
تعد الاختلافات بين الكتاب المقدس العبري الحديث والنسخ الأخرى من العهد القديم مثل التوراة السامرية، والبشيطتا السريانية، والفولغاتا اللاتينية، والسبعينية اليونانية، والكتاب المقدس الإثيوبي، وغيرها من الشرائع، أكثر جوهرية. وتشتمل العديد من هذه الشرائع على أسفار وأقسام منها لا يأخذ بها الآخرون.

## جدول الأسفار
| التوراة، التوراة السامرية - سفر التكوين - سفر اللاويين - سفر التثنية - سفر الخروج - سفر العدد |
| الكتاب العبري، أسفار التناخ - سفر يشوع - سفر أستير - سفر مراثي إرميا - سفر ميخا - سفر القضاة - سفر أيوب - سفر حزقيال - سفر ناحوم - سفر راعوث - سفر المزامير - سفر دانيال - سفر حبقوق - سفر صموئيل 1-2 - سفر الأمثال - سفر هوشع - سفر صفنيا - سفر الملوك 1-2 - سفر الجامعة - سفر يوئيل - سفر حجي - سفر أخبار الأيام 1-2 - سفر نشيد الأنشاد - سفر عاموس - سفر زكريا - سفر عزرا - سفر إشعيا - سفر عوبديا - سفر ملاخي - سفر نحميا - سفر إرميا - سفر يونان |
| مدرجة لدى الكاثوليك والأرثوذكس، لكن معظم البروتستانت يرفضونها - سفر طوبيا - سفر يشوع بن سيراخ - تتمة سفر دانيال - سفر يهوديت - سفر باروخ (قصة سوزانا وصلاة - سفر المكابيين الأول - رسالة إرميا (تعتبر لدى الكاثوليك عزريا ونشيد الشبان - سفر المكابيين الثاني الفصل السادس من سفر باروخ) الثلاثة وقصة بل والتنين) - سفر الحكمة (سليمان) - تتمة سفر أستير                                                                                              |
| مدرجة لدى الأرثوذكس (سينودوس أورشليم) - إسدراس 1 - سفر المكابيين الثالث (مدرج لكنه ليس قانوني) - صلاة منسى - المزمور 151 |
| مدرجة لدى الأرثوذكس الروس والأثيوبيين - إسدراس 2 |
| مدرجة لدى الأرثوذكس الأثيوبيين - كتاب اليوبيلات - سفر أخنوخ - 1-3 المكابيين - 4 باروخ |
| متضمن في إنجيل بشيطتا السرياني - المزامير 152 إلى 155 - 2 باروخ (يتضمن رسالة من باروخ) |
| مدرجة في بيتا إسرائيل - عهد إبراهيم - عهد إسحق - عهد يعقوب |
| مدرجة في الترجمة السبعينية اليونانية والسريانية البشيطتا، ولكنها غير متداولة في التقاليد الكنسية الحديثة: - مزامير سليمان |

## الكتاب العبري القانوني
يتألف الكتاب المقدس العبري (أو التناخ) من 24 كتابًا من النص الماسورتي المعترف به من قبل اليهودية الربانية. ولا يوجد إجماع بين الباحثين حول الوقت الذي جرى فيه إصلاح الكتاب المقدس العبري القانوني، إذ جادل بعض الباحثين بأنه أصلح من قبل السلالة الحشمونية (140-40 قبل الميلاد)، بينما جادل آخرون بأنه لم يصلح حتى القرن الثاني الميلادي. أو حتى في وقت لاحق. ووفقًا لمارك تسفي بريتلر، كانت الكتب المقدسة اليهودية خارج التوراة والأنبياء سلسة، مع وجود مجموعات مختلفة ترى المرجعية في كتب مختلفة.

يقول مايكل باربر إن الدليل الأقدم والأكثر وضوحًا على القائمة العبرية الكنسية يأتي من المؤرخ اليهودي يوسيفوس (37 م - 100 م) الذي كتب عن قانون استخدمه اليهود في القرن الأول الميلادي. في كتابه ضد أبيون (الكتاب 1، الفقرة 8)، قسم يوسيفوس عام 95 م الكتب المقدسة إلى ثلاثة أجزاء: 5 أسفار من التوراة، و13 سفرًا للأنبياء، و4 أسفار من التراتيل:
إذ ليس لدينا عدد لا يحصى من الكتب بيننا، تختلف وتتعارض مع بعضها البعض، [كما لدى اليونانيين]، ولكنها فقط اثنان وعشرون كتابًا تحتوي على سجلات كل العصور الماضية؛ التي يعتقد أنها إلهية بحق؛ وخمسة منها لموسى تحتوي على شرائعه وتقاليد أصل البشرية حتى وفاته. كانت هذه الفترة الزمنية أقل قليلاً من ثلاثة آلاف سنة؛ أما بالنسبة للوقت من موت موسى حتى عهد أرتحششتا ملك فارس، الذي حكم بعد خشايارشا، فقد كتب الأنبياء الذين كانوا بعد موسى ما حدث في عصرهم في ثلاثة عشر كتابًا. تحتوي الكتب الأربعة المتبقية على تراتيل إلى الإله، ووصايا لتسيير حياة الإنسان. هذا صحيح، لقد كتب تاريخنا منذ أرتحششتا بشكل مفصل، لكن لم يحترم أجدادنا المرجعية المماثلة للسابق، لأنه لم يكن هناك تتابع دقيق للأنبياء منذ ذلك الوقت؛ ومدى ثباتنا في منح المصداقية لهذه الكتب الخاصة بأمتنا يتضح من خلال ما نقوم به؛ لأنه خلال العديد من العصور التي مرت، لم يكن أحد من الجرأة بحيث يضيف أي شيء إليها، أو يأخذ أي شيء منها، أو يجري أي تغيير فيها؛ وأصبح من الطبيعي لجميع اليهود فور ولادتهم أن يحترموا هذه الكتب التي تحتوي العقائد الإلهية، والاستمرار عليها، وإذا تطلب الأمر، الموت عن طيب خاطر في سبيلها.
يذكر يوسيفوس عزرا ونحميا في كتابه عاديات اليهود (الكتاب الحادي عشر، الفصل الخامس) وأستير (أثناء حكم أرتحششتا) في الفصل 6. وكان القانون حتى عهد أرتحششتا كما ذكر يوسيفوس في ضد أبيون (الكتاب 1، الفقرة 8). ولفترة طويلة بعد هذا التاريخ كان الوحي الإلهي لأستير ونشيد الأنشاد والجامعة تحت التدقيق في كثير من الأحيان. وفقًا لجيرالد أ. لارو، تمثل قائمة يوسيفوس ما أصبح لاحقًا القانون اليهودي، على الرغم من أن الباحثين كانوا لا يزالون يتصارعون مع إشكالات المرجعية لبعض الكتابات في الوقت الذي كان يكتب فيه. يقول باربر إن 22 كتابًا ليوسيفوس لم تقبل بشكل كامل، إذ استخدمت المجتمعات اليهودية الأخرى أكثر من 22 كتابًا.
في عام 1871، خلص هاينريش جرايتز إلى أن مجلس جامنيا (أو يفنه بالعبرية) قرر القانون اليهودي في وقت ما في أواخر القرن الأول (نحو 70-90). وأصبح هذا الإجماع الأكاديمي السائد في معظم القرن العشرين. ومع ذلك، فإن نظرية مجلس جامينا فقدت مصداقيتها إلى حد كبير اليوم.